# 叶谷霖
叶谷霖（1914年5月—2011年7月30日），原名郭清源，男，山东冠县人，中华人民共和国政治人物，曾任贵州省高级人民法院院长，贵州省人大常委会副主任。